# Pennington (US-amerikanische Fahrzeugmarke)

Pennington und sein Motorrad von 1895

Seitenansicht des Motorrads von 1895

Fantasiedarstellung einer fliegenden Pennington von 1895

Pennington war eine US-amerikanische Fahrzeugmarke. Die Marke wurde für Personenkraftwagen mit Pausen zwischen 1894 und 1903 genutzt.

## Beschreibung
Namensgeber war Edward Joel Pennington. Er wird in der Literatur als Scharlatan bezeichnet. Er war auch an der britischen Marke Pennington beteiligt. Die Produktion in den USA verteilte sich auf verschiedene Hersteller. Der Markenname lautete Pennington. Der Erfolg blieb gering. Insgesamt entstanden etwa zwölf Fahrzeuge dieser Marke in den USA.

## Chronologische Abfolge

### 1893 bis 1894
Im März 1893 war Pennington in Chicago in Illinois, als es um sein erstes Patent im Automobilbereich ging. Er übertrug dieses Patent seiner Motor Cycle Company in Cleveland in Ohio. Eine Produktion ist nicht überliefert.

### 1894 bis 1895
Im Sommer 1894 war er in Cortland im US-Bundesstaat New York. Er konnte C. B. Hitchcock von der dortigen Hitchcock Manufacturing Company zur Produktion bewegen. Hier sollten Automobile und Motorräder entstehen. Der einzige Prototyp erwies sich als Reinfall. Er konnte nicht einmal die Distanz eines Häuserblocks bewältigen, ohne dass der Motor überhitzte. Das Unternehmen ging in die Insolvenz.
Zurück in Cleveland kündigte er ein Motorrad an. Es sollte übergroße Luftreifen haben, die angeblich niemals Luft verlieren würden. Ein Foto zeigt Pennington mit einem solchen Motorrad.
Von einem Motorrad entstand über 100 Jahre später ein Nachbau.

### 1895 bis 1896
Ab 1895 ruhte der Markenname. Denn Pennington betrieb zusammen mit Thomas Kane in Racine in Wisconsin die Racine Motor Vehicle Company. Deren Automobile wurden als Kane-Pennington vermarktet.

### 1896 bis 1899
Bereits im November 1895 war Pennington auf dem Weg nach England. Dort war er in ähnlicher Weise aktiv und erfolglos.

### 1899 bis 1900 oder 1902
Im Oktober 1899 kehrte Pennington nach Amerika zurück. Er gründete je nach Quelle 1899 oder 1900 die Anglo-American Rapid Vehicle Company in New York City. Die Produktion sollte in einem Werk in Syracuse im gleichen Bundesstaat erfolgen, das von E. C. Stearns geleitet wurde und bisher für die Fahrradproduktion genutzt wurde. Bis 1900 oder 1902 wurden hier Fahrzeuge gefertigt. Eine Abbildung zeigt ein vierrädriges Fahrzeuge mit einer offenen zweisitzigen Karosserie als Runabout.

### 1900 bis 1902
Außerdem war Pennington von 1900 bis 1902 an der Pennsylvania Steam Vehicle Company in Carlisle in Pennsylvania beteiligt, die Fahrzeuge der Marke Tractobile herstellte.

### 1903 bis 1904
1903 war Pennington zurück in Cleveland. Hier gründete er die Cleveland Motor Company. Geplant waren billige Lieferwagen und extrem teure Luxusautos. Überliefert sind Motoren mit 160 PS und Neupreise von 20.000 bis 30.000 US-Dollar. Zum Vergleich: Für den Packard Model K mit einem Vierzylindermotor und 24 PS Leistung verlangte Packard 7000 Dollar. 
Einen Pkw stellte er für den Generalmanager der May Company, einem Kaufhaus in Cleveland, her.
Auf der Cleveland Automobile Show von 1904 präsentierte Pennington ein altes Tractobile, einen motorisierten Kinderwagen und ein Motorboot.